# Fish in a Barrel
Fish in a Barrel (conocida en Italia como La trappola) es una película de comedia y drama de 2001, dirigida por Kent Dalian, que a su vez la escribió junto a Stephen Ingle y Rene M. Rigal, los protagonistas son Jeremy Renner, Stephen Ingle y Rene M. Rigal, entre otros. El filme fue realizado por Fish in a Barrel Films, se estrenó el 20 de enero de 2001.

## Sinopsis
Seis delincuentes logran hacerse de 4 millones de dólares en diamantes, pero luchan entre ellos para ver quién se queda con la mayor parte de la plata.